# Kolonia Michałki
Kolonia Michałki (do 31 grudnia 2021 Michałki – kolonia w Polsce położona w województwie lubelskim, w powiecie bialskim, w gminie Rokitno.
W latach 1975–1998 miejscowość administracyjnie należała do województwa bialskopodlaskiego.
Wieś jest sołectwem w gminie Rokitno. 
Wierni Kościoła rzymskokatolickiego należą do parafii Trójcy Świętej w Rokitnie.